# Adam Doboszyński (adwokat)
Adam Doboszyński (ur. 1852 w Brzeżanach, zm. 19 maja 1929 w Krakowie) – polski adwokat, ziemianin, poseł do austriackiej Rady Państwa.

## Życie i działalność
Doboszyński był synem prawnika. Ukończył gimnazjum w Stanisławowie. Po studiach filozoficznych na uniw. we Lwowie, Berlinie i Lipsku pracował jako nauczyciel w gimnazjum św. Jacka w Krakowie. Następnie ukończył studia prawnicze na Uniwersytecie Jagiellońskim, uzyskując stopień doktora praw. Po odbyciu praktyki adwokackiej otworzył kancelarię w Krakowie. Po przeprowadzeniu kilku spraw spadkowych m.in. rodziny Mossakowskich w Petersburgu stał się zamożnym człowiekiem. Był właścicielem dworu w Chorowicach Jako właściciel Siemiechowa zasłynął pozwaniem w 1906 przed C. K. Sąd Obwodowy w Rzeszowie margrabi markiza Guy de Bois-Hébert o oszustwo. W Krakowie mieszkał w kamienicy Goryszowskich przy ul. św. Anny 3.
Czynny w życiu społecznym i politycznym.Od 1891 był współorganizatorem i twórcą statutu Towarzystwa Szkoły Ludowej. 3 marca 1892 na pierwszym Walnym Zgromadzeniu Towarzystwa Szkoły Ludowej został wybrany do rady nadzorczej. Od 1906 był radnym miejskim w Krakowie – w 1910 był jako delegat rady miejskiej w Stanach Zjednoczonych AP na Kongresie Narodowym z okazji odsłonięcia pomników Kościuszki i Pułaskiego. Uczestniczył także w Kongresie Słowiańskim w Pradze (1908) oraz w międzynarodowych kongresach dziennikarzy i prasy.
Zakupił, a następnie wydawał krakowski dziennik „Nowa Reforma” który podźwignął z upadku i uczynił wpływowym i dobrze redagowanym organem Polskiego Stronnictwa Demokratycznego – stanowiącym jedno z głównych opiniotwórczych pism ówczesnej Galicji. Działacz PSD, był posłem do Rady Państwa w Wiedniu X kadencji (31 stycznia 1901 – 30 stycznia 1907), wybranym w kurii V – powszechnej w okręgu wyborczym nr 9 (Przemyśl-Mościska-Rudki-Sambor-Drohobycz). Członek grupy demokratycznej w Kole Polskim w Wiedniu. W parlamencie austriackim zdobył opinię pracowitego posła – pracował m.in. w komisji podatkowej, przeprowadził ustawę o obniżce podatku domowego, bronił skutecznie w komisji dla reformy ustawy przemysłowej interesów rzemieślniczych. Po przedwczesnym rozwiązaniu Izby powtórnie ubiegał się o mandat poselski do Rady Państwa. Mimo poparcia jego kandydatury w okręgu wyborczym nr 9 w Krakowie przez przywódców zarówno demokratów, jak i konserwatystów zwyciężył z nim wówczas socjalista Zygmunt Marek. Po przegranej wycofał się z życia publicznego.

## Życie prywatne
Syn Michała i matki Katarzyny z Żurowskich. Był żonaty z Natalią z domu Doboszyńską, z którą miał syna Adama (1904–1949) i córkę Jadwigę (po mężu Malkiewicz). Został pochowany na cmentarzu Rakowickim w Krakowie.